# Paratrichogramma heliothidis
Paratrichogramma heliothidis är en stekelart som beskrevs av Gennaro Viggiani 1976. Paratrichogramma heliothidis ingår i släktet Paratrichogramma och familjen hårstrimsteklar. Inga underarter finns listade i Catalogue of Life.